# Centè (moneda)
El centè o centé va ser una antiga moneda castellana de 100 escuts d'or emesa el 1609 sota el regnat de Felip III, també va ser encunyada sota els regnats de Felip IV i Carles II, té un pes de 359 grams d'or. Durant el regnat d'Elisabet II es va nomenar centè a la moneda de 100 reals.